# Монетная канцелярия
Монетная канцелярия (до 1734 года Монетная контора) — орган, ведающий монетным делом в Российской империи в 1727–1764 годах. С 1727 по 1754 годы находилась в Москве, после этого в Санкт-Петербурге.

## История
В 1727 году указами императрицы Екатерины I от 21 февраля (4 марта) 1727 года, 7 (18) марта 1727 года и 20 (31) марта 1727 года образована Монетная контора. С момента основания она подчинялась Верховному тайному совету, с 16 (27) декабря 1727 года перешла в подчинение Сената. В октябре 1734 года Монетная контора в Москве была переименована в Монетную канцелярию и стала отделением Канцелярии монетного правления, с которой была объединена в 1742 году.
Главное управление Монетного дела было переименовано в Канцелярию Монетного правления, а она была разделена на две экспедиции. В 1744–1754 годах канцелярия, находясь в Москве, имела 2-ю экспедицию в Санкт-Петербурге на правах конторы, а в 1754–1764 — контору в Москве.
Канцелярия была упразднена в начале 1764 года в соответствии со Штатами от 15 (26) декабря 1763 года, которые включили Монетную канцелярию в состав Берг-коллегии как Особливый департамент по монетным делам.

## Функции
Структура, функции и порядок делопроизводства Монетной канцелярии определялись Генеральным регламентом 1720 года и многочисленными актами о монетном деле. Монетная канцелярия обладала широким рядом полномочий, касавшихся монетного дела и финансового сектора. Она ведала деятельностью монетных дворов, готовила для них специалистов и приглашала иностранных, закупала цветные и драгоценные металлы, направляла монетным дворам металлы, взысканные с должников, полученные с пошлин портовых таможень и добытые в казёных рудниках. Канцелярия обменивала подлежащие изъятию из оборота деньги, следила за клеймением серебра и ювелирных изделий, а также судила фалишивомонетчиков. С 1733 года канцелярия выдавала ссуды частным лицам под 8 % годовых под залог серебряных или золотых изделий не выше 75 % из стоимости.